# Chiromantis shyamrupus
Espèce
Synonymes
- Philautus shyamrupus Chandra & Ghosh, 1989
- Chirixalus shyamrupus (Chandra & Ghosh, 1989)

Statut de conservation UICN

 DD  : Données insuffisantes
Chiromantis shyamrupus est une espèce d'amphibiens de la famille des Rhacophoridae.

## Répartition
Cette espèce est endémique de l'Arunachal Pradesh en Inde. Elle se rencontre à environ 500 m d'altitude dans le parc national de Namdapha. 

## Étymologie
Cette espèce est nommée en l'honneur de Shyamrup Biswas.

## Publication originale
- Chanda & Ghosh, 1989 : A new frog of the genus Philautus Gistel, from the proposed Namdapha Biosphere Reserve, Arunachal Pradesh, northeast India. Journal of the Bombay Natural History Society, vol. 86, no 2, p. 215-217.